# Jean Daret
Jean Daret (Bruxelles, 1614 – Aix-en-Provence, 2 ottobre 1668) è stato un pittore e incisore francese originario dei Paesi Bassi meridionali.
Dipinse soggetti religiosi e mitologici e incise numerose acqueforti.

## Biografia
Jean Daret, nacque a Bruxelles nel 1614 da Charles Daret e Anne Junon. Iniziò il suo apprendistato di pittore sempre a Bruxelles nello studio di Antoine van Opstal, il cui figlio, Gérard van Opstal, diventerà uno scultore barocco. Dal 1633 Jean Daret si recò per un anno a Parigi; la sua presenza nella capitale francese è confermata dalla sua presenza al matrimonio di suo cugino Pierre Daret, pittore e incisore.
Nel 1634 lasciò Parigi per raggiungere l'Italia, dove apprese il gusto e la tecnica della quadratura. Nel 1636 tornò in Francia e si stabilì a Aix-en-Provence dove si inserì rapidamente nell'ambiente della città che doveva diventare la sua città adottiva. E infatti, dopo soli tre anni di permanenza, sposò Magdelaine Cabassol (tipico cognome provenzale) che veniva da un'antica famiglia consolare di Aix. Le nozze furono celebrate il 3 dicembre del '39 nella parrocchia del Saint Sauveur. 
La coppia ebbe sei figli, di cui due, Michel, nato nel 1640, e Jean-Baptiste, nato nel 1649, furono allievi del padre e quindi pittori come lui..
Nel 1648 Daret divenne membro dell'Association de la Sainte Famille de l'Oratoire, e ciò gli permise di frequentare alcuni personaggi influenti della città. Lavorò inoltre per il clero, realizzando decorazioni per diversi conventi e per molte chiese a Aix e nei dintorni. Lavorò anche per privati, di solito esponenti della nobiltà provenzale, che gli commissionarono quadri per ornare le loro cappelle private o le loro case. Daret realizzò in questo modo non soltanto soggetti religiosi ma anche ritratti, scene mitologiche o di genere. Come i suoi contemporanei provenzali Nicolas Mignard e Reynaud Levieux, non si specializzò in un solo genere di pitture e ben presto raggiunse una notorietà considerevole, sovraccarico di ordinazioni per quadri e decorazioni di soffitti.
Jean Daret fu anche un incisore, ma le sue opere furono spesso confuse con quelle di suo cugino Pierre Daret. Come tanti altri artisti della sua epoca, unì al suo talento di pittore e disegnatore, una discreta formazione di architetto; disegnò infatti il palazzo dei Covet a Marignane, oggi divenuto il municipio della città. E realizzò le tele da soffitto commissionategli dal signore di Covet per lo stesso edificio. Queste opere ornano la sala di rappresentanza e la camera da letto padronale, un tempo detta di Mirabeau, a causa dei legami matrimoniali fra il tribuno e Émilie de Marignane. Ma il ruolo di architetto di Daret si limitò all'esecuzione dei disegni. Questi furono in seguito affidati ad un mastro muratore o ad un architetto professionista; lo stesso accadde per la fontana della porta S. Luigi a Aix: Jean Daret la disegnò, Pierre Pavillon la costruì e Jacques Fosse la scolpì.
Nel 1659, Jean Daret si trovò in difficoltà finanziarie e decise, pertanto, di tornare a Parigi dove avrebbe potuto partecipare alle decorazioni del castello di Vincennes, opere oggi scomparse. Il 15 settembre 1663 venne accolto nell'Académie royale de peinture. L'anno seguente rientrò a Aix-en-Provence e riprese i suoi lavori per la sua clientela locale, in particolare per Pierre Maurel de Pontevès, che gli commissionò numerose decorazioni nel suo castello, oggi tutte distrutte. Il suo ultimo lavoro fu la decorazione del soffitto della cappella dei Penitenti Bianchi dell'Osservanza, che gli fu affidato da Henri de Forbin-Maynier, primo presidente del "Parlamento di Provenza". Questo soffitto di forma ellittica rappresentava la Resurrezione di Cristo. Anch'esso è stato distrutto.
Jean Daret morì improvvisamente il 2 ottobre 1668 a 54 anni, mentre si trovava nella sua città (Aix-en-Provence). Fu sepolto l'indomani nella chiesa del Saint-Sauveur di Aix, all'inizio della navata del corpus domini, ma il suo cuore è conservato nella chiesa di S. Pierre.

## Opere

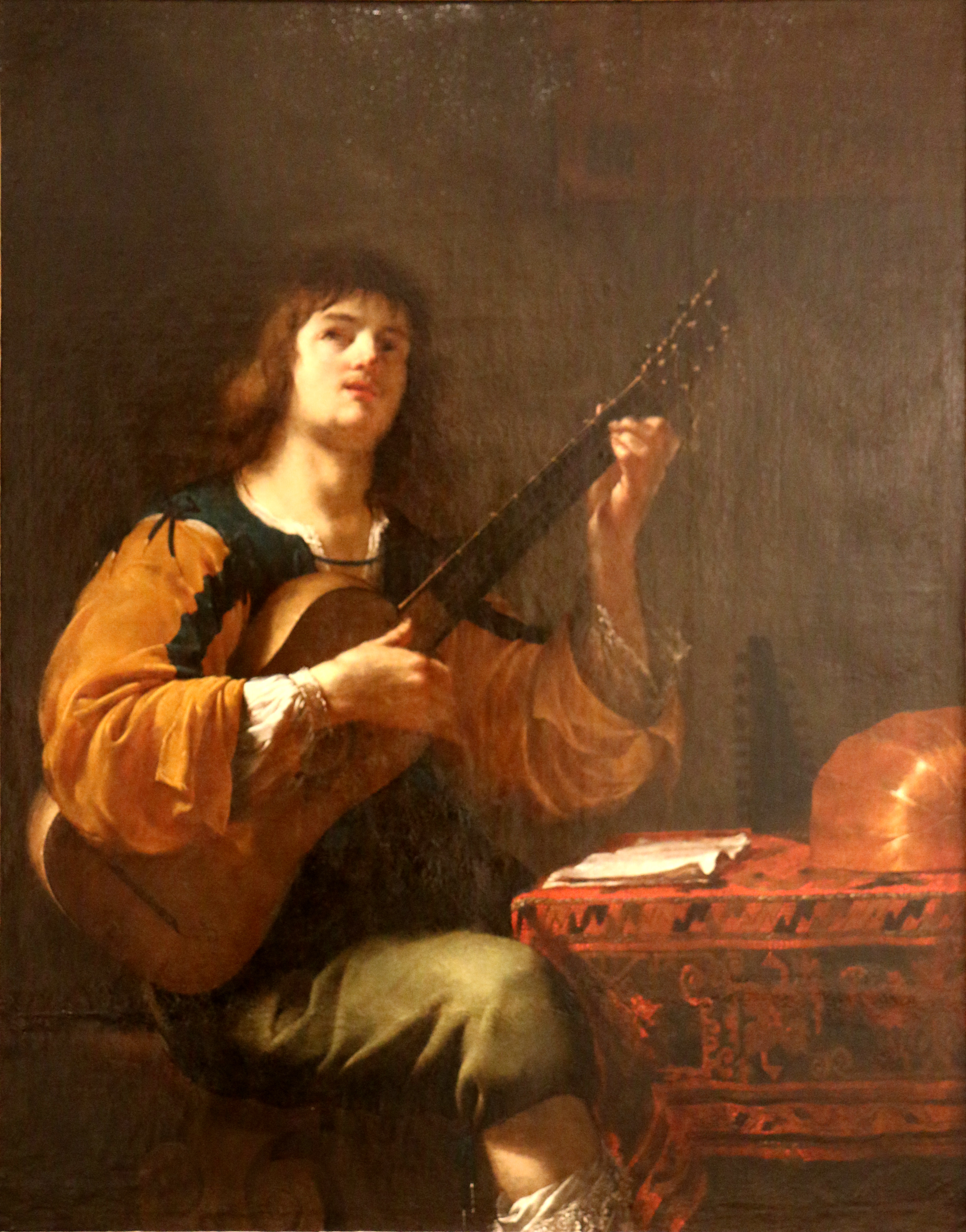
Suonatore di chitarra

### Decorazioni di edifici
Jean Daret lavorò alla decorazione di numerosi palazzi privati o di castelli di Aix-en-Provence e, in genere, del territorio provenzale. Lavorò sovente in collaborazione con Pierre Pavillon che si dedicava agli aspetti architettonici, mentre Daret curava quelli pittorici.

#### Palazzo Maurel de Pontevès
Questo edificio privato, chiamato anche "palazzo d'Espagnet", si trova al n. 38 del Corso Mirabeau, dove oggi ha sede il Tribunale del Commercio. Fu edificato a partire dal 1648 da Pierre Maurel de Pontevès, soprannominato "il Creso provenzale", che aveva comprato un terreno nei vecchi prati di proprietà dell'arcivescovado, situato a confine con tracciato di quello che sarebbe stata la via principale, il corso della città. La facciata di questo edificio, progettato dall'architetto Pierre Pavillon, si caratterizza per la presenza di due giganti di pietra che inquadrano il portone d'ingresso e sostengono il balcone sovrastante. Tale composizione si ispirava alle lezioni emiliane del Palazzo Davia Bargellini, di Bologna. Può darsi che Daret, che era tornato a Bologna verso il 1660 e aveva quindi visto questo recente palazzo, abbia suggerito a Pavillon di riprendere il tema dei giganti, così brillantemente trattato in Emilia, per la realizzazione del portale del palazzo che si sarebbe affacciato sul nuovo corso di Aix. Per la decorazione dei soffitti e delle pareti Pierre Maurel de Pontevès si affidò totalmente a Jean Daret che all'epoca era il pittore più famoso di Aix. Purtroppo, in seguito, vari rimaneggiamenti degli interni cancellarono tutte le decorazioni di Daret.

#### Castello di Pontevès
Pierre Maurel, che aveva sposato in terze nozze Diane de Pontevès, comprò per François de Pontevès, suo nipote acquisito, la terra e il palazzo di giustizia locale di Barjols (dipartimento del Var). Affidò ancora le decorazioni interne del castello (il castello di Pontevès) a Jean Daret, che iniziò le pitture della galleria e della cappella che rappresentavano un concerto di angeli, ma morì prima di terminarlo, lasciando il completamento dell'opera ai suoi due figli. Con gli anni queste pitture scomparvero completamente e del castello non restarono che rovine..

#### Palazzo di Châteaurenard

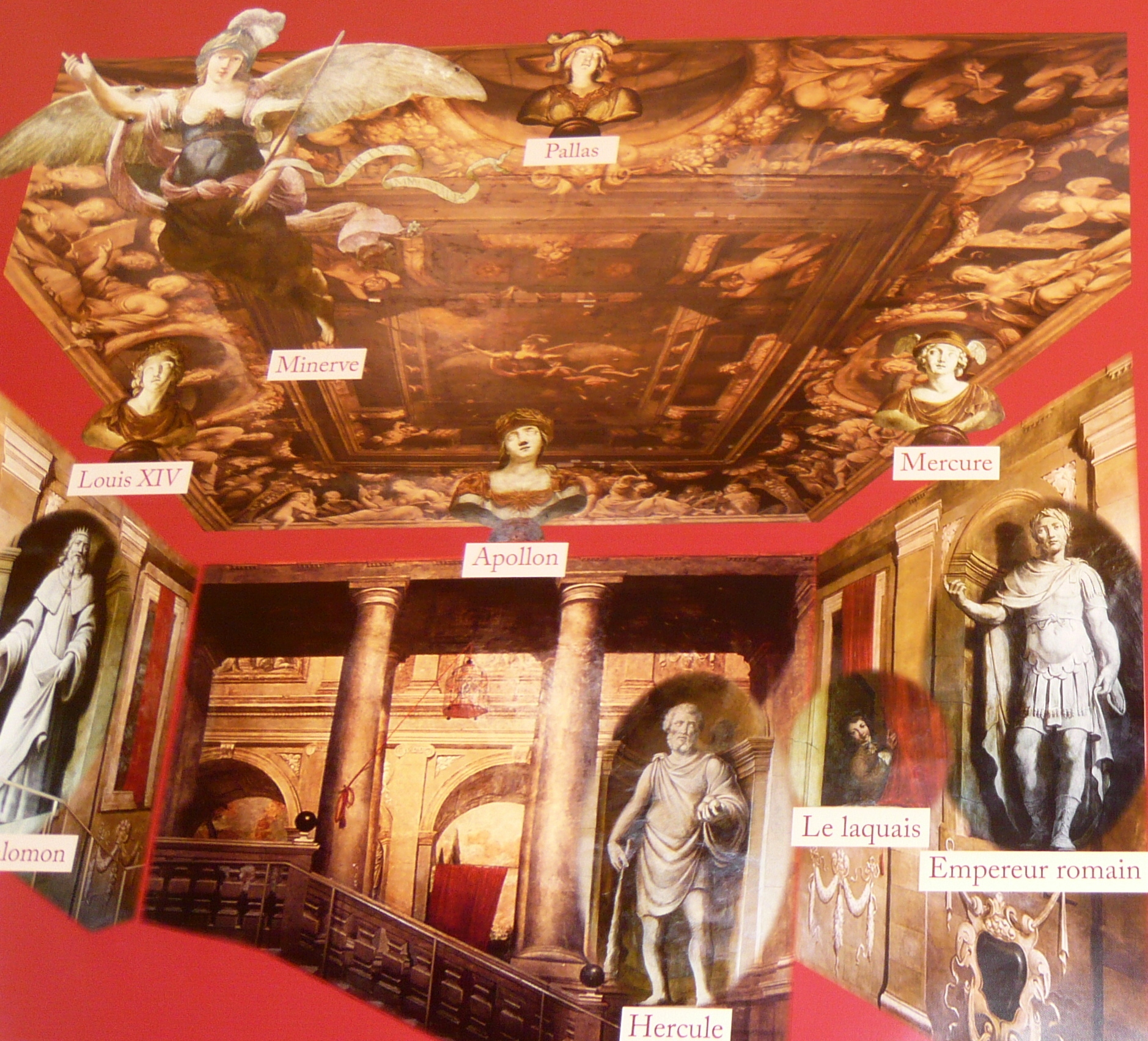
Hôtel de Châteaurenard, scala e trompe-l'œil

Il Palazzo Châteaurenard si trova ad Aix, al n. 19 di rue Gaston de Saporta, antica strada della "Grande Horloge". Questo edificio fu interamente ricostruito nel 1651 da Jean-François d'Aimar-d'Albi, barone di Châteaurenard, consigliere al Parlamento di Aix. Pierre Pavillon e Jean Daret realizzarono in questa loro collaborazione il maggiore capolavoro di pittura decorativa del primo barocco di Aix-en-Provence. Questo palazzo, inoltre, è certamente la prima opera interamente eseguita dall'architetto Pavillon a partire dai propri disegni.. La decorazione a trompe l'œil della scala, che rende celebre tutto l'edificio, è tipicamente italiana e mostra quanto fosse esplicita la formazione bolognese di Jean Daret: in essa il pittore riesce infatti a dilatare lo spazio creato dall'architetto.

La scala è illuminata da due finestre esposte a sud e affacciate sul cortile interno del palazzo. Gli altri tre lati della stanza, nonché il soffitto, non hanno aperture, ma sono invece totalmente ricoperti dalla pittura trompe œil. All'inizio della scala Daret ha rappresentato la statua di marmo bianco di un imperatore romano, posta in una nicchia. Poco più in alto si nota un servitore che si affaccia sulla stanza discostando un tendaggio rosso e i contemporanei videro nel volto di costui il ritratto di uno dei lacchè del proprietario della casa..

Sulla seconda parete si può vedere un colonnato dorico che si apre su un cortile. Questo, a sua volta, mostra un'uscita ad arco verso un giardino. Nella parete a vista di questo finto cortile è rappresentata un'ampia nicchia che ospita un'altrettanto grande statua di Ercole. Sulla terza ed ultima parete è dipinta un'ulteriore nicchia con la statua, sempre in marmo bianco, di re Salomone. Nel raccordo curvo fra pareti e soffitto sono visibili delle figure grigie che mostrano scene e personaggi allegorici. Ma fra esse spiccano i busti a colori di Pallade, Apollo, Mercurio e la figura intera volante di Minerva. A sinistra, in primo piano, il busto di Luigi XIV, forse realizzato dopo la venuta del re.

Luigi XIV, infatti, fu ospitato in questo palazzo in occasione della sua venuta in Provenza per reprimere i disordini che andavano moltiplicandosi a Marsiglia, istigati da Gaspard de Glandevès de Niozelles. La tradizione vuole che il monarca restasse particolarmente colpito dalla bellezza e dalla novità di queste pitture e della decorazione in generale; egli avrebbe persino piazzato delle guardie per impedire ai cortigiani di danneggiare la pittura passandole accanto.

### Opere presenti nelle chiese
Lista parziale
- Aix-en-Provence :
  - Cattedrale del Saint-Sauveur : 1. Nella cappella del Sacro Cuore si trova Le Christ en croix avec la Vierge, saint Pierre et saint Antoine.[16] Austera meditazione dipinta da Jean Daret nel 1640 per gli Agostiniani Scalzi.[17] 2. Nella cappella del Corpus Domini è appesa un'altra tela di Daret che rappresenta La Cena.[18] Quest'opera è una delle rare tele eseguite per la cattedrale e ancora esistenti. Accantonata nel 1700 per far posto ad un trompe-l'œil sullo stesso soggetto, essa ha riavuto la sua collocazione originaria nel 1800.[19]
  - Chiesa della Madeleine : Le bienheureux Salvador de Horta guérissant des malades[20] - L'Institution du Rosaire[21] - Sainte Thérèse recevant les insignes de son ordre[22]
  - Chiesa del Saint-Esprit : La Pentecôte[23] - La Vierge intercédant pour les trépassés.[24]
- Apt, Cattedrale di S.Anna di Apt.
- Besse-sur-Issole, chiesa dell'Assunzione.[25]
- Cavaillon, Cattedrale di Notre-Dame-et-Saint-Véran, cappella Notre-Dame della pietà : Pietà (1658), tela ovale.[26]
- Lambesc, Chiesa di Notre-Dame-de-l'Assomption : 
  - La Mort de saint Joseph,[27]. Questo quadro fu ordinato nel 1648 dalla confraternita di S. Giuseppe della chiesa di Lambesc. Nel realizzarlo Daret si è probabilmente ispirato a un'acquaforte di Jean-Pierre Crozier. Alcuni suoi elementi sono stati ripresi in seguito da diversi artisti provenzali: il letto di S. Giuseppe posto obliquamente in primo piano, le braccia aperte del santo, il Cristo che indica nel cielo Dio padre che si appresta ad accogliere l'anima del defunto ...[28]
- Pertuis, Chiesa di Saint-Nicolas : Présentation de la Vierge au temple,[29]. Questa tela proviene dal convento delle suore Orsoline di Pertuis e rappresenta la giovane Maria mentre s'inginocchia innanzi a un religioso, circondata dai suoi genitori: S. Anna e S. Gioacchino. In alto a destra due angioletti osservano la scena. Il mantello della S.Vergine è blu, pigmento all'epoca costoso e che si usava solo per i personaggi importanti.[30]
- Pignans,  Collegiale di Notre-Dame-de-la-Nativité : L'Assomption.[31]
- Pontevès, Chiesa della città : Retable du maître-autel.[32]
- Saint-Paul-de-Vence, Collegiale della "Conversion-de-Saint-Paul". Cappella di Saint-Mathieu :  Saint Mathieu écrivant son Évangile sous la dictée d’un ange.[33][34]
- Salon-de-Provence, Chiesa di Saint-Michel.
- Simiane-Collongue, Chiesa parrocchiale : Ange gardien.[35]

### Opere nei musei
Elenco parziale
In Francia
- Aix-en-Provence, Museo Granet :
  - Joueur de guitare, olio su tela.
- Clermont-Ferrand, Museo Roger-Quilliot : 
  - Conversion de saint Paul, olio su tela.[36]
- Grasse, Museo d'Arte e Storia della Provenza : 
  - Le Miracle de Soriano, olio su tela. Questo quadro fu ordinato a Jean Daret nel 1668 dalla vedova di Louis Vento, il cui stemma figura in basso a sinistra. Fu destinato alla chiesa dei Domenicani di Gap, da dove venne poi trasferito a quella di Grasse, oggi distrutta.
- Museo di belle arti di Marsiglia :
  - Déploration sur le corps du Christ, olio su tela. Questa tela s'inserisce nella tradizione delle scene a lume di candela, che ebbero grande successo negli anni 1630. Daret, durante il suo soggiorno in Italia, potrebbe essere stato influenzato da questa moda ereditata dal Caravaggio.
  - Esculape ressuscitant Hippolyte, olio su tela.
  - Portrait de magistrat, olio su tela.[37]
- Nîmes, Museo di belle arti :
  - La Vierge, olio su ottone.
  - Le Christ, olio su ottone.
- Parigi, Louvre, dipartimento di arti grafiche :
  - Étude d'un homme agenouillé soulevant un objet, sanguigna.[38]
  - Projet décoratif de cheminée surmontée d'un médaillon tenu par Adam et Eve, penna e mina di piombo.
- Rennes, Museo di belle arti : 
  - Étude de moine bénédictin, pietra nera su carta bianca.[39]

In Russia
- San Pietroburgo, Museo dell'Hermitage :
  - Autoportrait. Il giovane Daret lancia allo spettatore uno sguardo di sfida, la mano negligentemente posata su un busto romano (forse Vitellio).[40]

## Galleria d'immagini

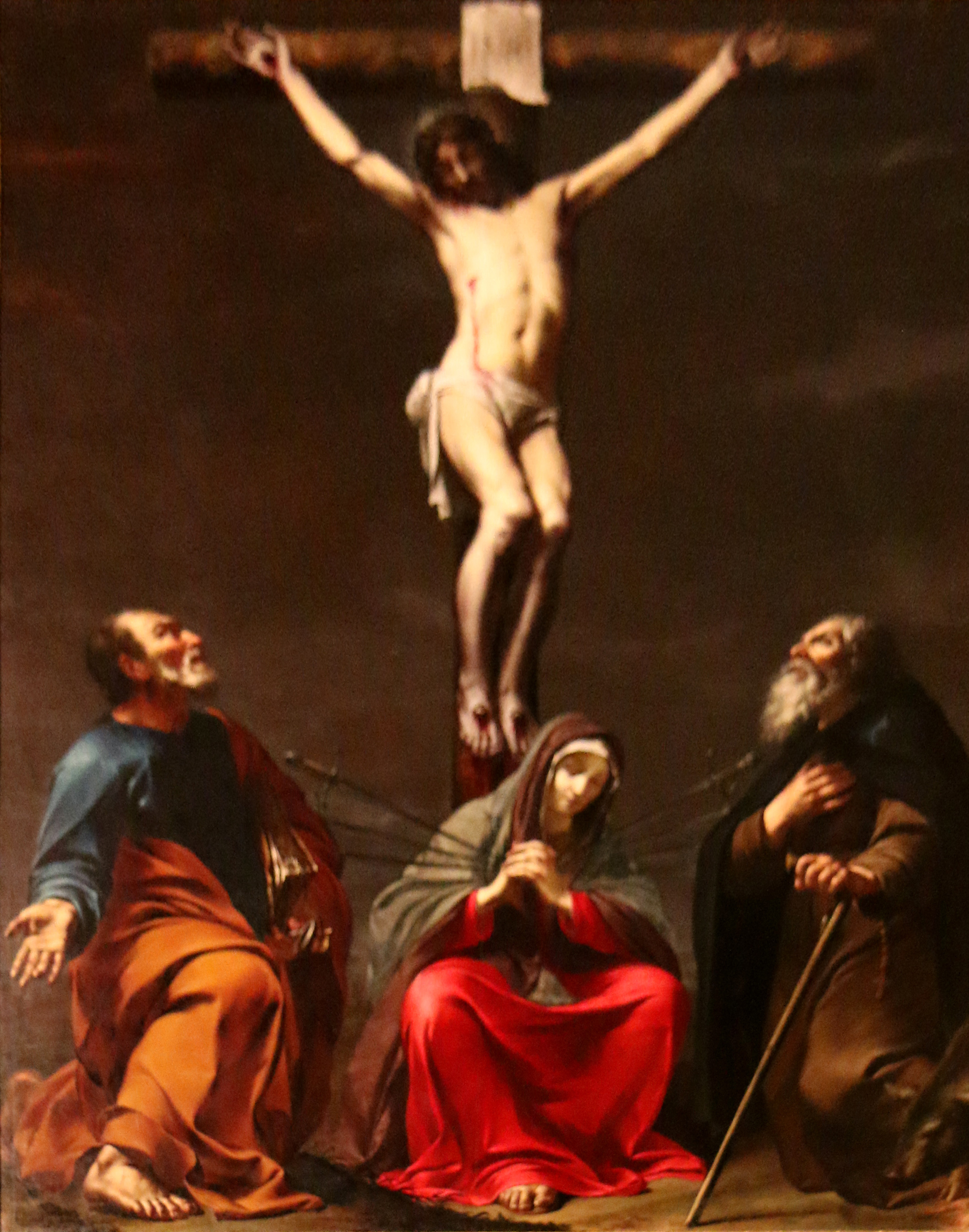
Cristo in croce con la Vergine, S.Pietro e S.Antonio Cattedrale del S.Salvatore. Aix-en-Provence
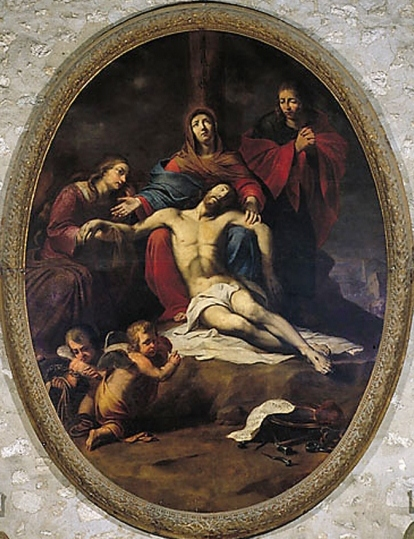
La pietà Cattedrale di Notre-Dame-et-Saint-Véran. Cavaillon
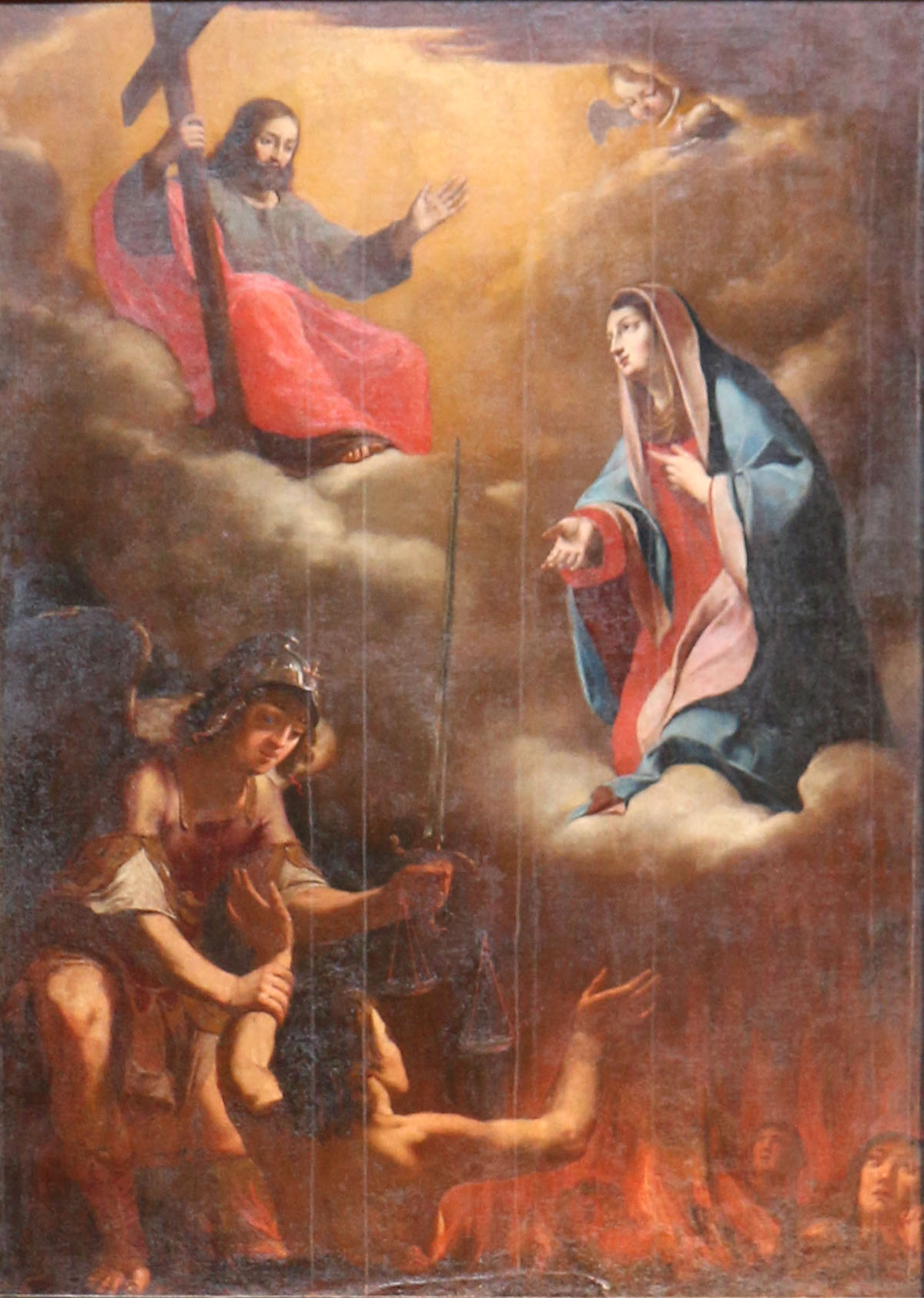
La Vergine intercede per i defunti Chiesa di Santo Spirito. Aix-en-Provence
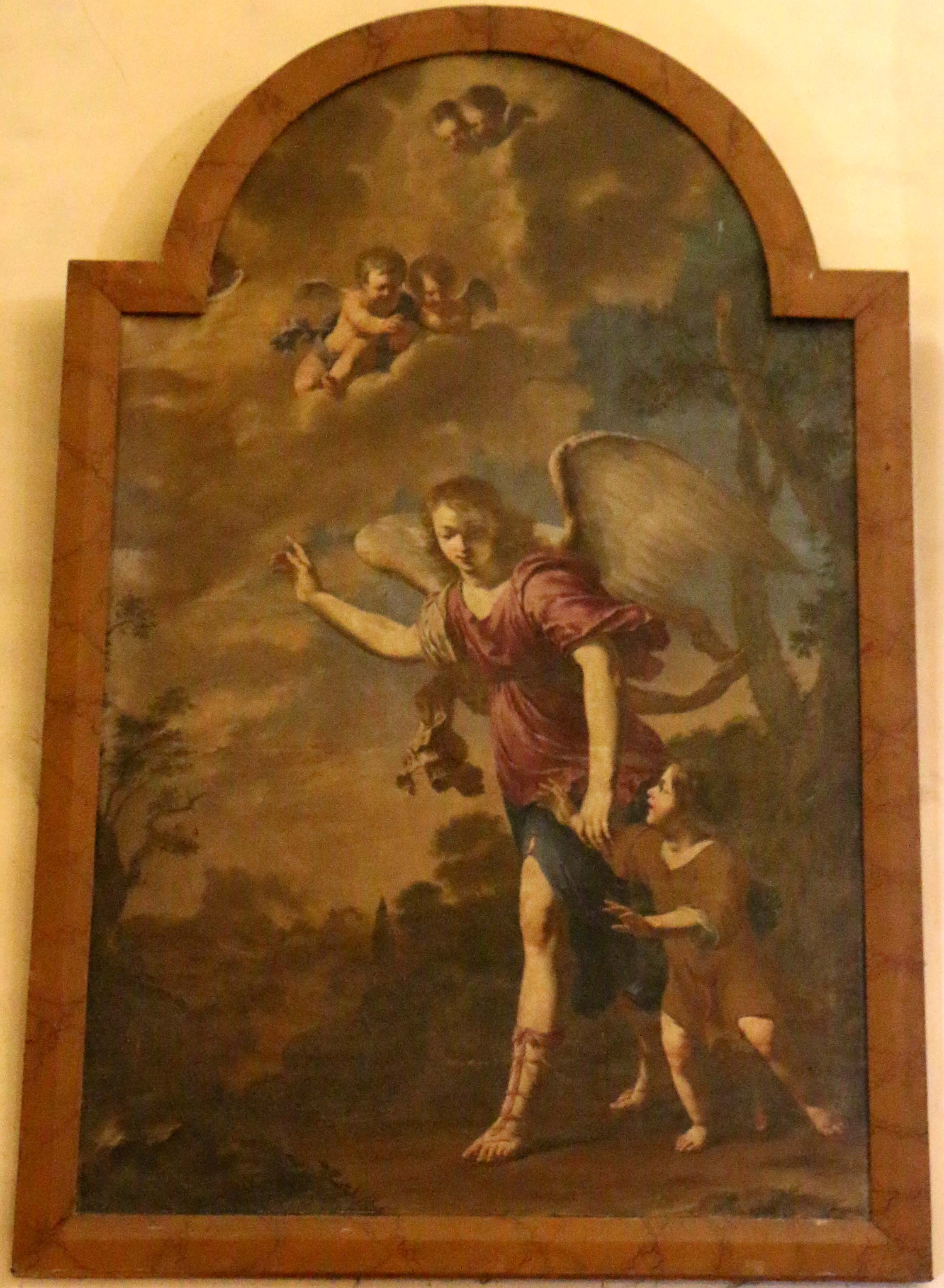
Angelo custode Chiesa di S.Spirito. Simiane-Collongue

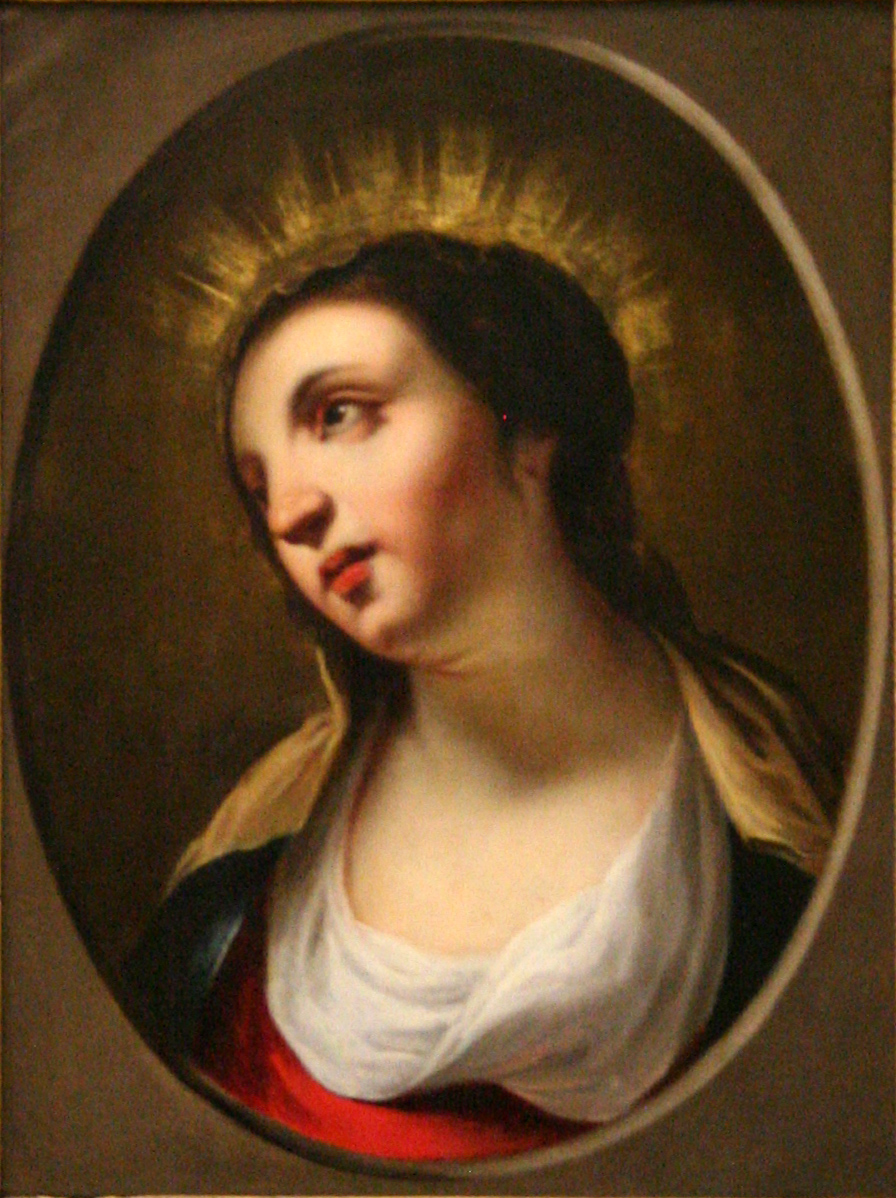
La Vergine Museo di belle arti di Nîmes
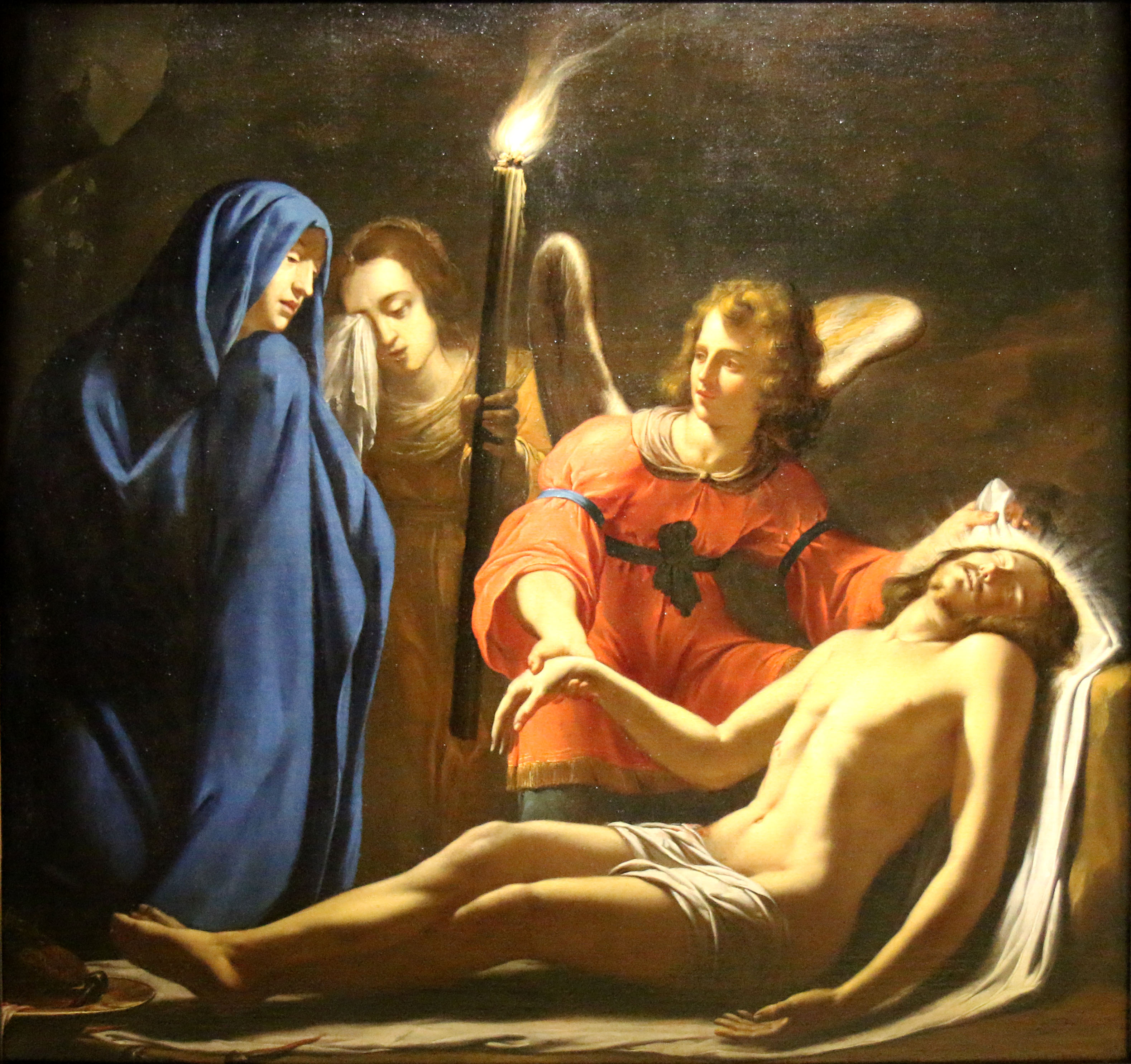
Compianto sul corpo del Cristo Museo di belle arti di Marsiglia
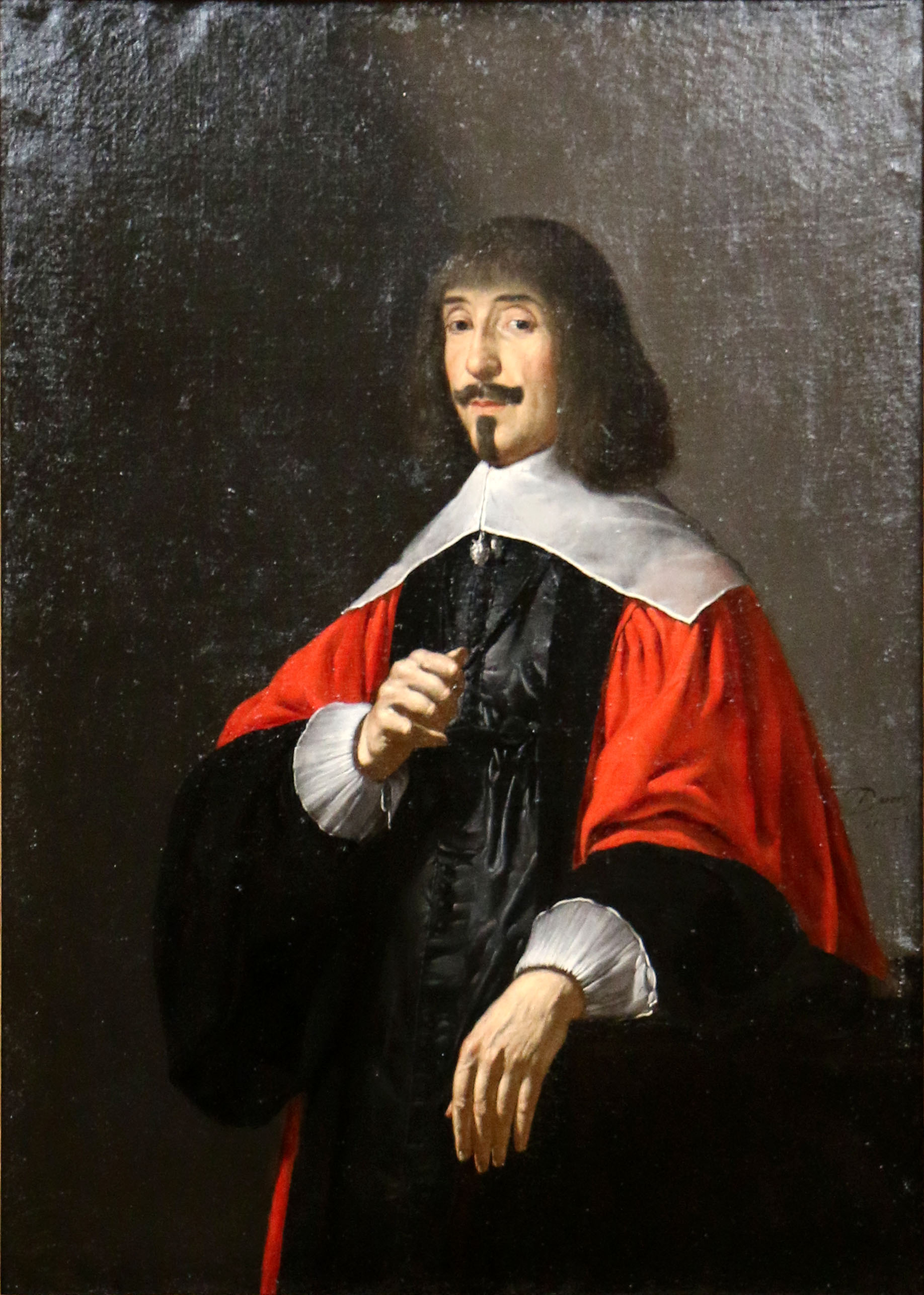
Ritratto di magistrato Museo di belle arti di Marsiglia
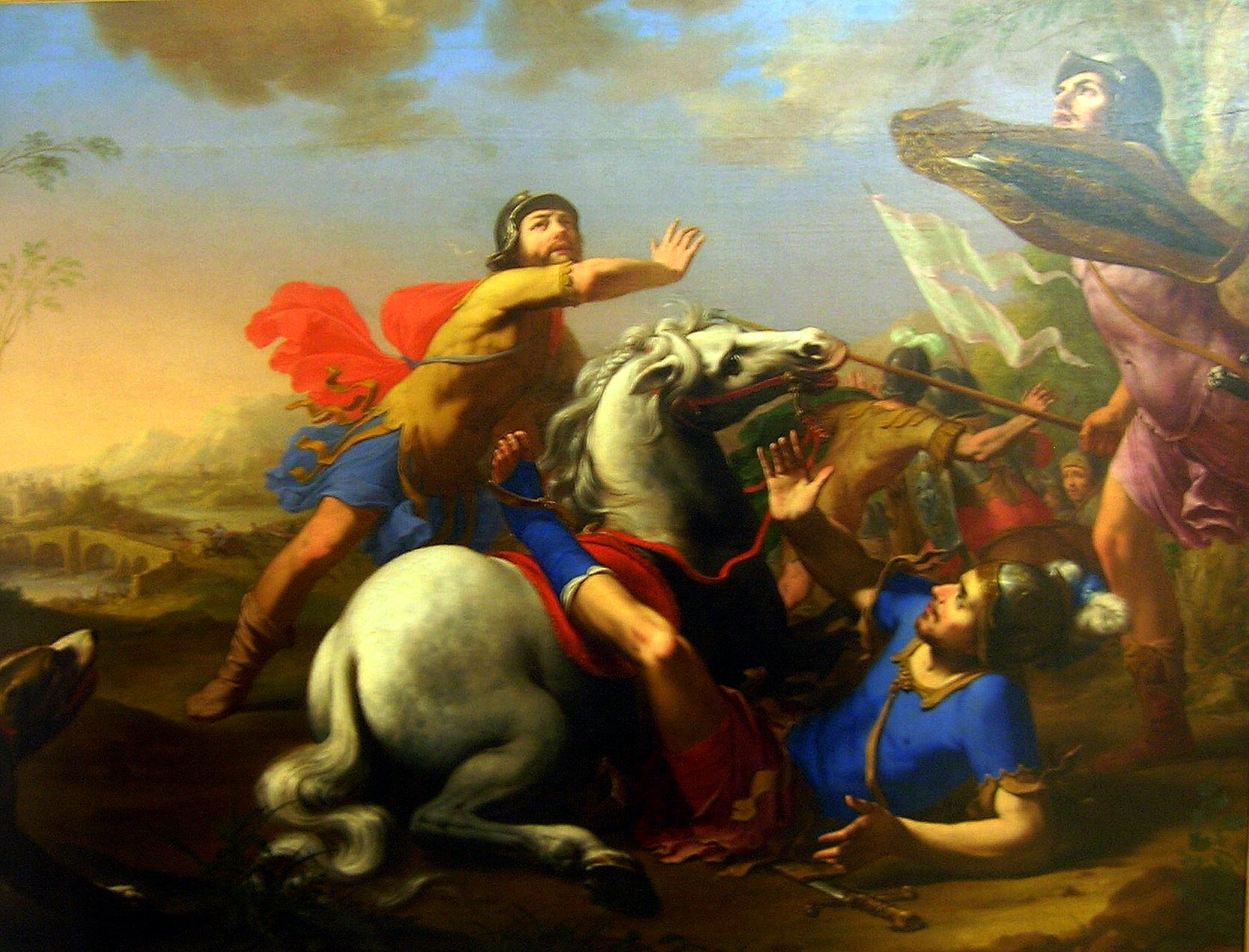
Conversione di S.Paolo Museo d'arte Roger-Quilliot. Clermont-Ferrand

## Riconoscimenti
Una strada di Aix-en-Provence porta il suo nome.

### Fonti principali
- Base Joconde del Ministero francese della Cultura
- Base Palissy del Ministero francese della Cultura
- Articolo di Jean Boyer
- Testo di Daniel Jean Édouard Chol
- Testo di Jean-Jacques Gloton